# Alexandru Nazare
Alexandru Nazare (ur. 25 czerwca 1980 w m. Gheorghe Gheorghiu-Dej) – rumuński polityk, politolog, w latach 2008–2009 deputowany do Parlamentu Europejskiego, parlamentarzysta krajowy, minister transportu i infrastruktury (2012), minister finansów (2020–2021 i od 2025).

## Życiorys
Absolwent Școala Națională de Studii Politice și Administrative w Bukareszcie. Kształcił się również w European College of Liberal Arts w Berlinie. W latach 2005–2007 był pracownikiem ministerstwa integracji europejskiej, a następnie doradcą w Europarlamencie.
Zaangażował się w działalność polityczną w ramach Partii Demokratycznej (przemianowanej następnie na Partię Demokratyczno-Liberalną). W wyborach w 2007 z listy tego ugrupowania bez powodzenia kandydował do Parlamentu Europejskiego. Mandat objął w grudniu 2008. W PE był członkiem grupy chadeckiej oraz Komisji Budżetowej. Kadencję zakończył w lipcu 2009. Ponownie pracował jako doradca w PE. W październiku 2009 został podsekretarzem stanu w departamencie spraw europejskich. Od kwietnia 2010 był sekretarzem stanu w resorcie finansów publicznych, a następnie od listopada 2010 sekretarzem stanu w ministerstwie transportu i infrastruktury.
W lutym 2012 stanął na czele tego ministerstwa w rządzie Mihaia Răzvana Ungureanu. Urząd ten sprawował do maja 2012. W tym samym roku wybrany do niższej izby krajowego parlamentu, w której zasiadał do 2016. W 2020 z ramienia Partii Narodowo-Liberalnej (do której w międzyczasie przyłączyła się PDL) wybrany w skład Senatu. W grudniu 2020 został ministrem finansów w gabinecie Florina Cîțu. Odwołano go z tego stanowiska w lipcu 2021.
W 2024 został członkiem rady dyrektorów Banku Narodowego Rumunii. W czerwcu 2025 ponownie objął stanowisko ministra finansów, wchodząc w skład utworzonego wówczas rządu Ilie Bolojana.